# Cañonazo

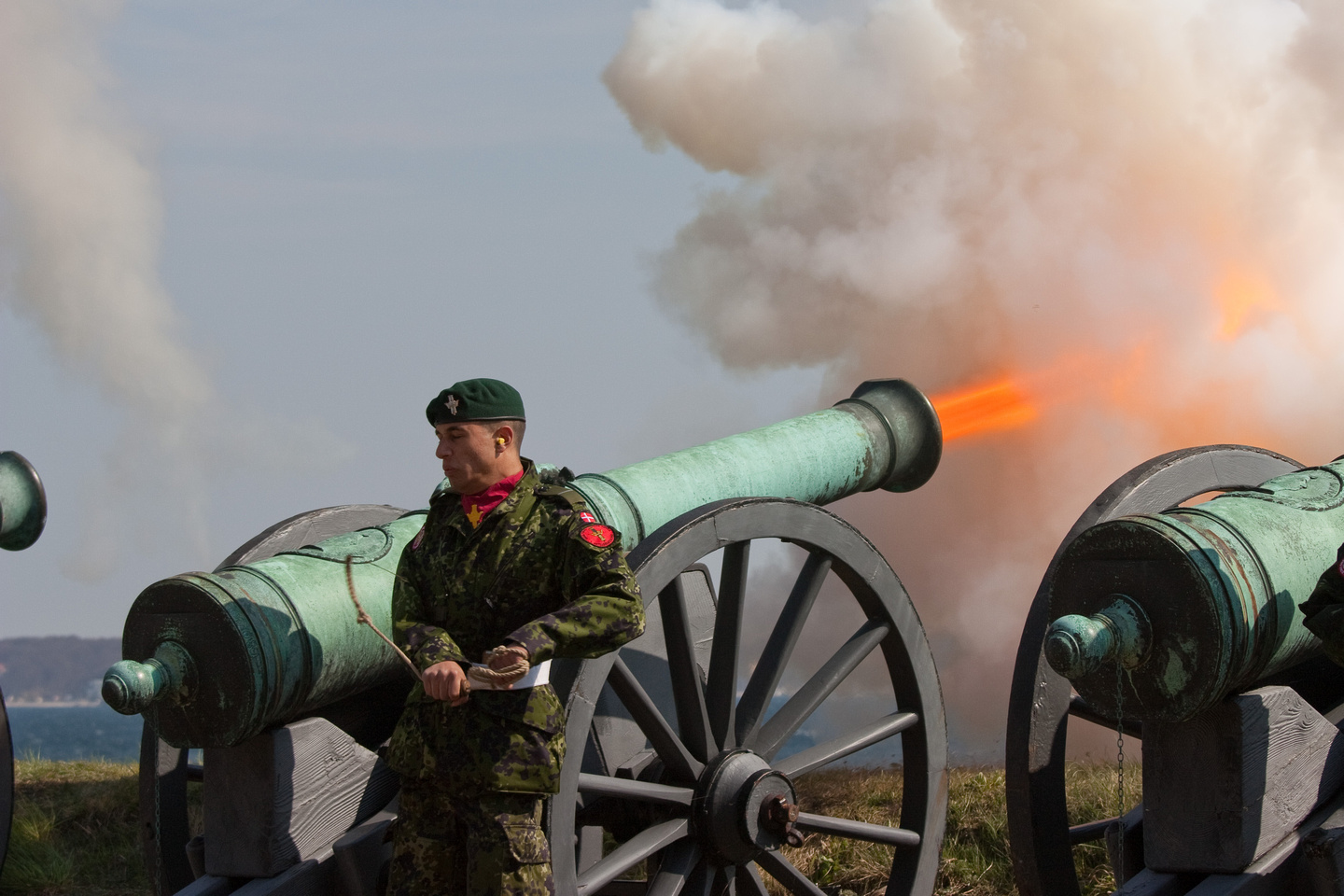
Disparo de cañón o cañonazo

Se llama cañonazo al disparo o tiro de una pieza de artillería así como el daño que produce.

## Tipos
Se pueden distinguir los siguientes tipos de cañonazos:
- Cañonazo del alba. En la marina, es el disparo, equivalente al toque de diana en las tropas de tierra. En otra época, también en las plazas de guerra se tiraba, al romper el día, el cañonazo de alba.
- Cañonazo de Leva. En marina es el tiro de cañón que sirve de señal para levar anclas un buque.
- Cañonazo de Naufragio. Disparo que se hace pidiendo socorro para la tripulación y guarnición del buque que se va a pique.
- Cañonazo de Retreta. El que en los buques de guerra se dispara a la misma hora que en los ejércitos terrestres se da el toque del mismo nombre. El tiro de retreta también se disparó en algún tiempo en las plazas de armas.

- Datos: Q56377203